# Pneumocystidomycetes
Pneumocystidomycetes är en klass av svampar. Pneumocystidomycetes ingår i divisionen sporsäcksvampar och riket svampar.
Klassen omfattar bara ordningen Pneumocystidales, som bara omfattar familjen Pneumocystidaceae, som bara omfattar släktet Pneumocystis som i sin tur omfattar de två arterna Pneumocystis carinii och Pneumocystis jirovecii. Vissa auktoriteter behandlar dessa båda arter som synonyma.
Vissa auktoriteter placerar även arterna P murina, P. oryctolagi och P. wakefieldiae i släktet.
Pneumocystis kan orsaka en form av lunginflamation kallad PCP, främst hos personer med nedsatt immunförsvar, exempelvis orsakad av HIV.